# Бедьвож (посёлок)
Бедьвож — посёлок в Прилузском районе Республики Коми Российской Федерации. Входит в состав сельского поселения Ношуль.

## География
Находится в юго-западной части республики, в подзоне средней тайги, в пределах Вычегодской равнины, в истоке реки Бедьвож, на расстоянии примерно 36 километров (по прямой) на юг-юго-запад от села Объячева, административного центра района.

### Климат
Климат характеризуется как умеренно континентальный, с продолжительной суровой многоснежной зимой и коротким прохладным летом. Средняя температура воздуха самого холодного месяца (января) составляет −17 °C (абсолютный минимум — −50 °С); самого тёплого месяца (июля) — 15 °C (абсолютный максимум — 35 °С). Годовое количество атмосферных осадков — 700 мм..

## История
Посёлок образован в 1930 году как посёлок спецпереселенцев.
С 1956 года — посёлок лесозаготовителей.

## Население
| 1989 | 2002 | 2010 |
| ---- | ---- | ---- |
| 103  | ↘74  | ↘45  |

### Национальный состав
Согласно результатам переписи 2002 года, в национальной структуре населения русские составляли 41 %, коми 29 %, украинцы 27 % из 74 чел.

### Историческая численность населения
Постоянное население составляло 74 человека в 2002 году, 45 в 2010.

## Инфраструктура
Личное подсобное хозяйство с зоной сельскохозяйственного использования, индивидуальная застройка усадебного типа.
Основа экономики — лесное хозяйство.

## Транспорт
Лесные дороги.